# William Willard Ashe
William Willard Ashe (* 4. Juni 1872 in Raleigh, North Carolina; † 18. März 1932 in Washington, D.C.) war ein US-amerikanischer Botaniker und Forstmann. Sein offizielles botanisches Autorenkürzel lautet „Ashe“.
Er war eines der neun Kinder des Infanterie-Kapitäns und Autors Samuel A’Court Ashe (1840–1938) und seiner Frau Hannah Emerson Willard. Ashe war Forstmann beim North Carolina Geological Survey und später beim U.S. Forest Service.

## Werke
- The forests, forest lands, and forest products of eastern North Carolina. 1894.
- Forest fires: their destructive work, causes and prevention. 1895 doi:10.5962/bhl.title.34531
- Timber trees and forests of North Carolina. 1897 doi:10.5962/bhl.title.29109 doi:10.5962/bhl.title.56350 doi:10.5962/bhl.title.56417
- The Southern Appalachian forests. 1905 doi:10.5962/bhl.title.25901
- Chestnut in Tennessee. Baird-Ward printing co., Nashville Tenn. 1911 doi:10.5962/bhl.title.24107 doi:10.5962/bhl.title.43508
- Shortleaf pine in Virginia. 1913 doi:10.5962/bhl.title.36812
- Yellow poplar in Tennessee. 1913 doi:10.5962/bhl.title.23985
- Loblolly, or North Carolina pine. 1915 doi:10.5962/bhl.title.43459 doi:10.5962/bhl.title.15552 doi:10.5962/bhl.title.22454 doi:10.5962/bhl.title.17463